# Morrison Lake
Morrison Lake är en sjö i Kanada.   Den ligger i District Municipality of Muskoka och provinsen Ontario, i den sydöstra delen av landet, 300 km väster om huvudstaden Ottawa. Morrison Lake ligger 215 meter över havet. Arean är 3,4 kvadratkilometer. Den sträcker sig 2,6 kilometer i nord-sydlig riktning, och 2,2 kilometer i öst-västlig riktning.